# Fujimoto Yuki
Yuki Fujimoto (sinh ngày 5 tháng 5 năm 1986) là một cầu thủ bóng đá người Nhật Bản.

## Sự nghiệp câu lạc bộ
Yuki Fujimoto đã từng chơi cho Thespa Kusatsu.